# جزئی‌گرایی چندفرهنگی
جزئی‌گرایی چندفرهنگی (به انگلیسی: Multicultural particularism) باوری است که بر اساس آن، فرهنگ مشترک برای همه مردم یا نامطلوب است یا غیرممکن. در مباحث مربوط به چندفرهنگ‌گرایی، دایان راویچ مورخ و مدرس، بین آنچه که گونه‌های «کثرت‌گرا» و «خاص‌گرا» می‌نامد، تمایز قائل می‌شود و اظهار می‌دارد که نویسندگان دیگر اغلب این تمایز را نادیده می‌گیرند.
راویچ در مقاله‌ای طولانی درباره چندفرهنگی‌گرایی در آموزش و پرورش آمریکا، شمول تکثرگرایی چندفرهنگی را ستایش می‌کند، درحالی‌که آنچه را که او نقص‌ها و شکست‌های متعدد جزئی‌گرایی چندفرهنگی می‌بیند، محکوم می‌کند.